# Університет Твенте
Університет Твенте (нідерландська: Universiteit Twente [ynivɛrsiˌtɛi(t) ˈtʋɛntə]; аббр. UT) — державний технічний університет, розташований в Енсхеде, Нідерланди. Університет був поміщений в 170 найкращих університетів світу за кількома центральними таблицями рейтингу. Крім того, UT був визнаний найкращим технічним університетом Нідерландів за версією Keuzegids Universiteiten, найзначнішого рейтингу національних університетів. UT співпрацює з Технологічним університетом Делфта, Технологічним університетом Ейндховена та Університетом і дослідницьким центром Вагенінгена під егідою 4TU, а також є партнером Європейського консорціуму інноваційних університетів (ECIU).